# Wilhelm Hempfing
Wilhelm Hempfing (ur. 15 lipca 1886 w Schönau, zm. 6 czerwca 1948 w Karlsruhe) – niemiecki malarz.
Studiował w Staatliche Akademie der Bildenden Künste Karlsruhe pod kierunkiem malarza Friedricha Fehra i rytownika Waltera Conza, który wywarł duży wpływ na twórczość Wilhelma Hempfinga. Po ukończeniu nauki podróżował po południowej Europie, odwiedził Hiszpanię, Włochy i kraje bałkańskie, a następnie Afrykę Północną, skąd przeniósł się do francuskiej Bretanii. Bywał również w Danii, Wielkiej Brytanii i północnych Niemczech. Jego prace uczestniczyły w wystawach organizowanych w Berlinie, Hanowerze, pokazano je też podczas wystawy w monachijskim Pałacu Szklanym w 1911. Od 1937 do 1944 jego twórczość była związana z narodowym socjalizmem, jego prace uczestniczyły też w Wielkiej Niemieckiej Wystawie Sztuki, która odbyła się w Domu Sztuki Niemieckiej w Monachium. Przynajmniej jeden z obrazów został zakupiony przez Adolfa Hitlera, była to praca "Siedząca blondynka", która przedstawiała kobietę łudząco podobną do Evą Braun. Tematem jego obrazów były tworzone w duchu impresjonizmu krajobrazy, akty kobiece, portrety i kompozycje kwiatowe, ponadto zajmował się grafiką i ilustrowaniem książek.